# Liste der Wassertürme in Bremen
Die Liste der Wassertürme in Bremen zählt die der Wasserversorgung dienenden Türme in Bremen auf. Es sind sowohl in Betrieb befindliche als auch stillgelegte Türme enthalten.
Anmerkungen: Die Tabellenspalten sind sortierbar, dazu dienen die Symbole bei den Spaltenüberschriften. In der Ausgangsansicht sind die Wassertürme nach Name des Ortes (aufsteigend) sortiert.
| Bauwerk/Standort                    | Adresse/Koordinaten                    | Baujahr | Gesamt- höhe | Behälter- volumen | Bemerkungen                                                                                    | Bild |
| ----------------------------------- | -------------------------------------- | ------- | ------------ | ----------------- | ---------------------------------------------------------------------------------------------- | ---- |
| Blumenthal                          | Mühlenstraße 62 (Lage)                 | 1928    | 45 m         | 250 m³            | außer Betrieb Denkmalschutz                                                                    |      |
| Woll-Kämmerei, Blumenthal           | An der Wollkämmerei (Lage)             | 1922    | 34 m         | 1000 m³           | außer Betrieb, Behälter entfernt Denkmalschutz                                                 |      |
| Wätjens Park, Blumenthal            | Landrat-Christians-Straße 13/23 (Lage) | 1864    | 10,57 m      | 45 m³             | Denkmalschutz                                                                                  |      |
| Knoops Park, Burglesum              | Auf dem Hohen Ufer 40 (Lage)           | 1882    | 10 m         | 15 m³             | außer Betrieb Denkmalschutz                                                                    |      |
| Schlachthof, Findorff               | Findorffstraße 51 (Lage)               | 1907    | 32 m         | 420 m³            | außer Betrieb Denkmalschutz                                                                    |      |
| Gröpelingen                         | (Lage)                                 | 1915    | 28 m         | 110 m³            | außer Betrieb, Bahnwasserturm                                                                  |      |
| Stahlwerk, Häfen                    | Hochofenstraße (Lage)                  | 1966    | 62 m         | 2500 m³           |                                                                                                |      |
| Stahlwerk, Häfen                    | Hochofenstraße (Lage)                  | 1973    | 62 m         | 2500 m³           |                                                                                                |      |
| Wasserturm Sebaldsbrück, Hemelingen | Am Wasserturm 10 (Lage)                | 1914    | 38 m         | 500 m³            | außer Betrieb, Bahnwasserturm Denkmalschutz                                                    |      |
| Mitte/Bahnhofsvorstadt              | Theodor-Heuss-Allee (Lage)             |         |              |                   | außer Betrieb, Bahnwasserturm; ehem. Luftschutzturm Hauptbahnhof mit integriertem Hochbehälter |      |
| Haake-Beck Brauerei, Neustadt       | Am Deich 43 (Lage)                     |         |              | 400 m³            |                                                                                                |      |
| Wasserturm auf dem Werder, Neustadt | Werderstraße 101 (Lage)                | 1873    | 38,5 m       | 1770 m³           | außer Betrieb Denkmalschutz                                                                    |      |
| Klinikum Osterholz                  | Oeverweg (Lage)                        | 1904    | 25 m         | 78 m³             | Denkmalschutz                                                                                  |      |
| Vegesack                            | Bermpohlstraße 40 (Lage)               | 1892    | 29 m         | 220 m³            | außer Betrieb Denkmalschutz                                                                    |      |
| Rolandmühle, Walle                  | Fabrikenufer (Lage)                    | 1892    | 66 m         | 45 m³             |                                                                                                |      |